# Ké-Massina
Ké-Massina – miasto w Mali; 10 100 mieszkańców (2006). Przemysł spożywczy, włókienniczy.